# Jesus von Nazareth. Die Kindheitsgeschichten

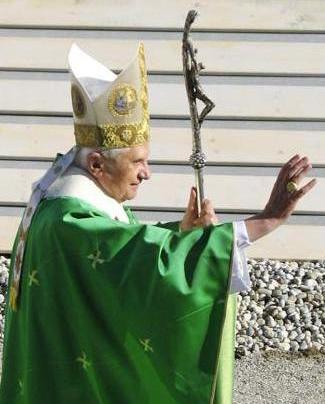
Papst Benedikt XVI. mit Kruzifix-Stab bei einem Gottesdienst in München (2006)

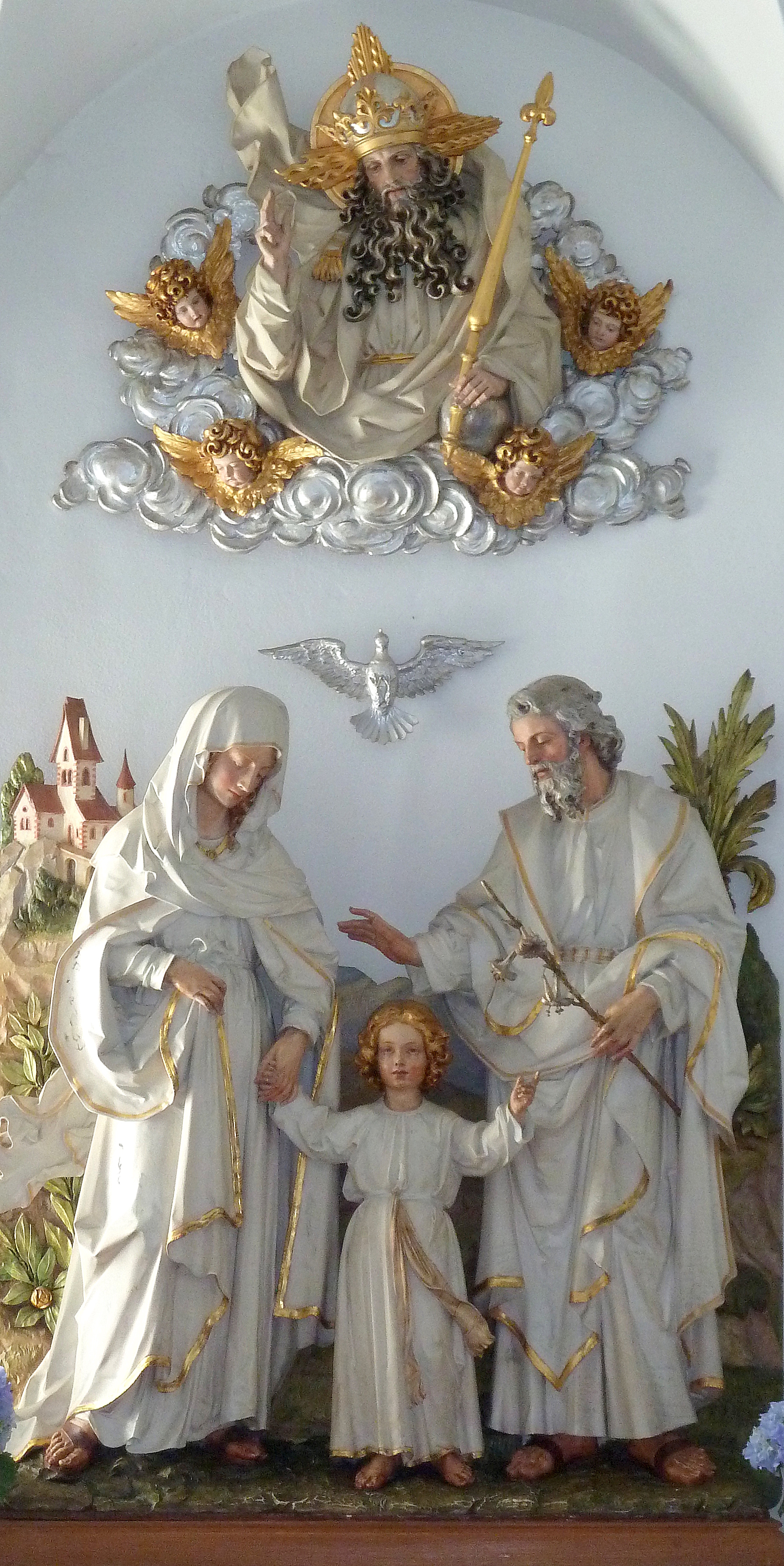
Die Heilige Familie

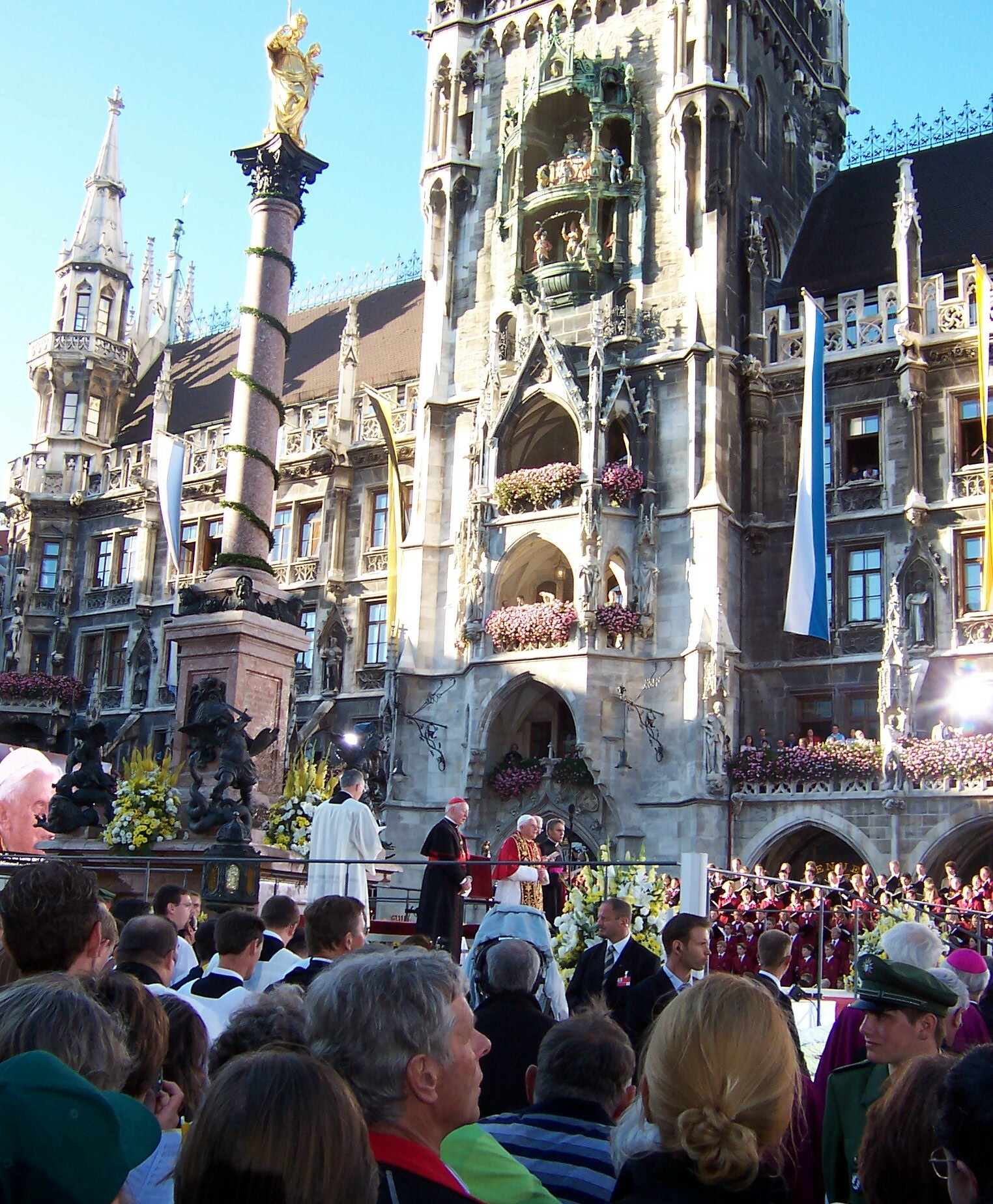
Benedikt XVI. bei der Mariensäule – Statue der Gottesmutter und des Jesuskindes – in München, 2006

Jesus von Nazareth. Prolog – Die Kindheitsgeschichten ist der erste von drei Bänden des Werks Jesus von Nazareth von Papst Benedikt XVI. über die Gestalt und Botschaft Jesu Christi. Der Band soll nach Absicht des Autors thematisch und chronologisch als Prolog zu den vorher erschienenen zwei Schwerpunktbänden über das öffentliche Wirken Jesu angesehen werden. Das deutschsprachige handschriftliche Manuskript des Prolog-Bandes wurde 2012 in Castel Gandolfo verfasst, das Vorwort des Autors trägt das Datum vom 15. August 2012. Das Buch erschien kurz vor Advent 2012, im Jahr des Glaubens. Zeitgleich mit der deutschen Originalausgabe des Herder Verlages erschienen Ausgaben in 7 weiteren Sprachen in 50 Ländern mit einer Gesamtauflage von über einer Million Exemplaren. Der Band soll 2013 in 20 weiteren Sprachen in 72 Ländern erhältlich sein.

## Exegese
Mit dem Band über die Kindheitsgeschichten der Evangelien nach Matthäus und Lukas möchte Papst Benedikt XVI. den Lesern „auf ihrem Weg zu Jesus und mit Jesus“ eine einleitende theologische Orientierungshilfe zur Gestalt und Botschaft Jesu von Nazareth mitgeben, die er im ersten und zweiten Band mit seiner neuartigen Bibelauslegung ab der Taufe – dem ersten öffentlichen Auftritt – Jesu vielschichtig analysiert und interpretiert.
Auch im Prolog-Band verwebt die Ratzinger-Exegese die historische Komponente der Auslegung – Frage nach der einstigen Absicht der Bibelautoren – mit der Frage nach einer universellen und individuellen Bedeutung des für Gegenwart und Zukunft bleibenden Wahrheitsgehalts biblischer Texte, „dessen letzter und tiefster Urheber nach unserem Glauben Gott selber ist“. (Vorwort)
Durch seine Exegese charakterisiert Papst Benedikt XVI. den hermeneutischen Kern der urchristlichen Geschichtsschreibung als zwei, in gegensätzliche Richtungen simultan verlaufene Deutungen: a.) als Deutung der Geschichte vom Wort Gottes her, b.) Deutung des Gotteswortes von der Geschichte her; somit erhalten die alten Worte in der Bibel und die neuen irdischen Geschehnisse um Jesus ihren jeweiligen vollen Sinn voneinander. Der Autor analysiert tiefgreifend das wechselseitige Verhältnis dieser Paralleldeutungen bei den Kindheitsgeschichten von Matthäus und Lukas, in denen die Geschichte Jesu als Verwirklichung der Heilsgeschichte interpretiert wird, die vorher in der Schrift „noch herrenlos“, verborgen dastand (2. Kapitel):

„Aus diesem Zusammenhang zwischen wartendem Wort und dem Erkennen seines nun erschienenen Eigentümers hat sich die typische christliche Exegese gebildet, die neu ist und doch ganz in der Treue zum ursprünglichen Schriftwort bleibt.“

Die Ratzinger-Exegese entwickelt eine empfindliche Annäherung zu ihrer programmatischen Frage, „was der heilige Verfasser in seiner Schrift aussagen wollte“ (Dei Verbum, III,12, Dokument des  Zweiten Vatikanischen Konzils), gerade auch dadurch, dass ihre postkritische kanonische Auslegung – auf ähnliche Weise wie die Evangelien – Glaube und Geschichte quer durch die biblischen Schriften miteinander verbindet.
Für ausführliche Angaben siehe den Wikipedia-Artikel zum 1. Band des Buches:
- Hermenutische Grundlage und Exegetische Einordnung
- Bibelauslegung und Konzept des Buches

## Inhalt
1. Kapitel – Woher bist du? (Joh 19,9)
Die Kapiteltitel gebende Pilatus-Frage des Johannes-Evangeliums gehört nur auf indirekte Weise zu den Kindheitsgeschichten Jesu. Sie bildet aber einen Kernpunkt aller vier kanonischen Evangelien, bei denen es um die Beantwortung der untrennbar zusammengehörenden Fragen „Wer ist Jesus?“ und „Woher kommt er?“ geht – darum wurden sie geschrieben. Denn die Frage nach der inneren Herkunft Jesu, nach seinem wahren Wesen muss auch als Frage nach Sein und Sendung betrachtet werden. Die Menschen von Nazareth kennen Jesus wie die anderen Bewohner, paradoxerweise bleibt ihnen das „Woher“ seiner Krafttaten und Weisheit, seine Schriftauslegung mit göttlicher Vollmacht und Aussage über seine himmlische Herkunft (Mk 6,2-3; Joh 8,23) immerhin ein Rätsel.
Die Evangelisten Matthäus und Lukas wollen durch den Stammbaum Christi den „Ort Jesu in der Geschichte“ darstellen. Durch die Zentralität von Abraham und David steht bei Matthäus sowohl die Universalität der Sendung Jesu, die in seinem Woher mitgegeben ist, im Mittelpunkt, aber auch die Erfüllung der Davids-Verheißung (Gott gibt ihm den Thron seines Vaters David, und sein Reich wird nicht mehr enden, 2.Sam 7,13-16), da Josef von Nazareth rechtlicher Vater Jesu ist. Der verheißene neue König – Jesus – erscheint allerdings „ganz anders, als man vom Modell David her hätte denken mögen“, sein Reich gründet allein auf Glaube und Liebe. Die Universalität ist auch für Lukas wichtig, er führt aber den Stammbaum noch weiter bis zum erstgeschöpften Menschen Adam zurück, so wird vor allem die Neuschöpfung des Menschen in Jesus betont, der als „Sohn“ noch radikaler „von Gott“ stammt als Adam.
Die symbolische Struktur beider Stammbäume verbindet Historisches und Neues bei Jesus: sein „Verwobensein in die geschichtlichen Wege der Verheißung“ einerseits und den Neubeginn des Menschseins andererseits. Der Neubeginn bedeutet paradoxerweise auch eine Fortsetzung, die „Kontinuität von Gottes geschichtlichem Handeln“. Die unterschiedlich überlieferten männlichen Ahnenreihen beider Stammbäume enden jeweils mit Maria von Nazareth, in der dieser neue Anfang geschieht und die damit „den ganzen Stammbaum relativiert“.
Das Johannesevangelium fasst ohne Ahnenlinien „die tiefste Bedeutung der Stämmbaume“ zusammen. In seinem Prolog (Joh 1,1-14) gibt er „nachdrücklich und grossartig“ Antwort auf das «Woher» und weitet diese zugleich zu einer Definition der christlichen Existenz aus. Der Anfang, der ewige göttliche Logos, das Wort Gottes, gewinnt in Jesus menschliche Existenz. „Er kommt von Gott. Er ist Gott“. Jesus – „als Anfang“ – eröffnet durch den Glauben an ihn eine neue Weise des Menschseins, den Eintritt in die göttliche Herkunft Jesu Christi:

„So wie Stammbäume am Ende abbrechen, weil Jesus nicht von Josef gezeugt wurde, sondern ganz wirklich durch den Heiligen Geist aus der Jungfrau Maria geboren worden ist, so gilt nun auch für uns: Unser wahrer ‚Stammbaum‘ ist der Glaube an Jesus, der uns eine neue Herkunft schenkt, uns ‚aus Gott‘ gebiert.“

2. Kapitel – Die Ankündigung der Geburt Johannes des Täufers und der Geburt Jesu
Bei der Verkündigung der Jungfrauengeburt Jesu durch den Engel (bei Matthäus an Josef, bei Lukas an Maria) erkennt der Papst ähnliche Akzentuierung der Evangelisten wie bei den Stammbäumen. Josef akzeptiert „mit einer Sensibilität für Gott und seine Wege“ die Botschaft des ihm erschienenen Engels, der ihn ausdrücklich als „Sohn Davids“ anspricht. Die Verkündigung des Engels an Maria wird ebenso als Wahrwerdung der Davids-Verheißung, aber auch als Akt der göttlichen Neuschöpfung des Menschen dargestellt, welche erst durch die dreigeteilte Antwort Marias – Nachdenklichkeit, »Wie«, gehorsames »Ja« – möglich wird. Gottes Allmacht, die „sich aber doch an das freie Ja des Menschen Maria bindet“, gehört auch zum christlichen Freiheitsverständnis, das die Ratzinger-Exegese mitprägt. Durch Marias Gehorsam kann das schöpferische Wort, Gottes Geist, in ihr die Empfängnis Jesu bewirken, die Dreifaltigkeit Gottes ist dabei – noch ohne Lehre zu formulieren – bereits sichtbar.
Der Engel spricht Maria auffallender Weise statt mit dem üblichen hebräischen Grußwort schalom („Friede sei mit dir“) mit der griechischen Grußformel chaĭre an („Freue dich, Begnadete!“, auch „Gegrüßt seist du“), dies kann als Zeichen für die Universalität der christlichen frohen Botschaft gesehen werden und zugleich auch als Hinweis auf die Zefanja-Prophezeiung („Freue dich, Tochter Zion. […] Der König Israels, der Herr, ist in deiner Mitte“, Zef 3,14-17): dabei „erscheint Maria als das lebendige Zelt Gottes, in dem er auf eine neue Weise unter den Menschen wohnen will“. In der gemeinsamen Wurzel der griechischen Wörter Freude und Gnade (chará und cháris) sieht der Papst ebenso Bedenkenswürdiges: „Freude und Gnade gehören zusammen“. Der Autor geht auch quellenkritischen Fragen der lukanischen Kindheitsgeschichten nach, so sieht er in der mehrmaligen Erwähnung, dass Maria Worte und Ereignisse in ihrem Herzen bewahrte (Besuch der Hirten, Lk 2,19, bzw. zwölfjähriger Jesus im Tempel, Lk 2,51), einen Hinweis auf konkrete Ereignisse, die wohl durch Tradition der Familie von Jesu überliefert und dann theologisch geformt wurden. Maria, die dem Ganzen der Gottesbotschaft mit Herz und Verstand begegnet, „wird so zum Bild der Kirche, die das Wort Gottes bedenkt, seine Ganzheit zu verstehen versucht und das Geschenkte in ihrem Gedächtnis bewahrt“.
Einige Exegeten versuchten die Geburtsgeschichte Jesu religionsgeschichtlich aus dem antiken Weltbild abzuleiten. Der Papst sieht die darin erschienenen archetypischen Hoffnungsvorstellungen als „stille und verworrene Träume der Menschheit vom neuen Anfang“, die erst durch die Geburt Jesu Wirklichkeit wurden, wie Matthäus dies mit der Verheißung von Jesaja durch „einen großen christologischen Grundtext“ formuliert: „Dies alles ist geschehen, damit sich erfüllte, was der Herr durch den Propheten gesagt hat: Seht, die Jungfrau wird ein Kind empfangen, einen Sohn wird sie gebären, und man wird ihm den Namen Immanuel [Gott mit uns]  geben“ (Mt 1,22f; Jes 7,14), dazu die rhetorische Frage des Papstes: „Mußten nicht die Christen dieses Wort als ihr Wort hören? […] Das Wort, das immer so eigentümlich dastand und darauf wartete, entschlüsselt zu werden, nun ist es Wirklichkeit geworden?“. Jesus heißt zwar nicht Immanuel, aber er ist Immanuel, er „ist selber in Person das Mitsein Gottes mit dem Menschen“.
Die lukanische Verkündigungs- und Geburtsgeschichte von Johannes dem Täufer bildet zu jener von Jesu als Messias eine charakteristisch unterschiedliche, literarisch aber ganz nah verwandte Erzählungsguppe. Die Geburtsankündigung von Johannes, der in allen vier Evangelien als Wegbereiter Jesu gezeigt wird, ist bei Lukas durch prophetische Texten von Maleachi (Sendung von Elija) und Daniel (Verheißung der ewigen Gerechtigkeit) geprägt. In der lukanischen Verbindung der gegensätzlichen Szenarien beider Geburtsankündigungen durch den Engel – im Jerusalemer Tempel inmitten der Liturgie an den Priestervater von Johannes bzw. in einem einfachen Wohnhaus an eine unbekannte junge Frau – sieht der Papst zwei zusammen gehörende Elemente: „die tiefe Kontinuität in der Geschichte von Gottes Handeln und die Neuheit des verborgenen Senfkorns“, das der ewiges Leben bringende Jesus ist, dessen Neuer Bund auch durch Demut gekennzeichnet ist.
Benedikt XVI. bejaht die Historizität der Jungfrauengeburt und der Auferstehung als – mit einem Ausdruck von Karl Barth – zwei Punkte in der Geschichte Jesu, an denen Gott unmittelbar in die materielle Welt eingreift. Weil „Gott Gott ist“ („Für Gott ist nichts unmöglich“ – Lk 1,37), dem nicht nur die Ideen, sondern auch die Materie gehört, umfängt seine schöpferische Macht das ganze Sein.

„Insofern sind diese beiden Punkte – Jungfrauengeburt und wirkliche Auferstehung aus dem Grab – Prüfsteine des Glaubens. […] So ist er [Gott] als Schöpfer auch unser Erlöser. Deswegen ist die Empfängnis und Geburt Jesu aus der Jungfrau Maria ein grundlegendes Element unseres Glaubens und ein Leuchtzeichen der Hoffnung.“

3. Kapitel – Die Geburt Jesu in Betlehem

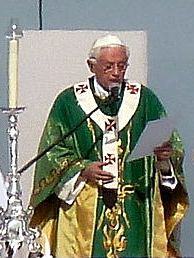
Benedikt XVI., Angeluspredigt in Freiburg (2011)

Mit der Erwähnung der Volkszählung des römischen Kaisers Augustus, die Maria und Josef nach Betlehem führt, gibt Lukas seinem Geburtsbericht bewusst einen zugleich historischen und theologischen Rahmen. Der Papst skizziert die dazugehörende politische Theologie des Kaisers, der als Friedensbringer (Pax Augusti) eines universalen Reiches auftrat und für sich den Titel eines Heilandes und Retters beanspruchte, welcher aber in der Schrift allein Gott vorbehalten ist. Der für den Evangelisten wichtige historische Zusammenhang lässt die „Fülle der Zeit“ für die verheißene Geburt eines universalen Heilbringers in Bethlehem (Micha 5,1-3 ) spüren, zu der die Volkszählung ungewollt beiträgt. Bei der Ankunft Jesu durchdringen einander die Geschichte des römischen Weltreiches und die für alle Völker erweiterte Heilsgeschichte. „Das Universale und das Konkrete berühren einander“ – dies wird auch durch die sorgsame lukanische Datierung der Geburt und des Auftritts Jesu deutlich: zur Menschwerdung Gottes „gehört der Kontext von Ort und Zeit. An diese konkrete Realität ist der Glaube gebunden“.
Der Prologband beschäftigt sich mit dem Datierungsstreit um die Volkszählung und Geburt Jesu. Trotz Schwierigkeiten der Geschichtsforschung (Zeitdistanz, Kompliziertheit des Römischen Reiches), aber gerade auch auf Grund historisch-kritischer Analyse – Bewertung der Quellen, Überlieferungsstränge, Redaktion und theologische Sichten –  sind für den Papst „die wesentlichen Inhalte der von Lukas berichteten Vorgänge […] historisch glaubhaft“.
Benedikt XVI. legt die Einzelheiten der Geburt Jesu nuanciert aus. Gottes Sohn wird in einer Futterkrippe geboren, weil ihm in der Herberge kein Platz bleibt – ein Hinweis auf jene Umkehrung der Werte, die in der Gestalt und Botschaft Jesu liegt: dieser Ohnmächtiger, für den kein Raum da ist, erweist sich als wahrhaft Mächtiger. Seine Geburtslokalität dürfte wohl eine Grotte (kein Stall) sein, wie kirchenväterliche Überlieferung und betlehemitische Lokaltradition, aber auch historische Zusammenhänge dies bekräftigen. Im Lukasevangelium wird kein Stall erwähnt sowie kein Ochs und Esel, welche seit früher Zeit in der christlichen Ikonografie für durch das Jesuskind zur christlichen Erkenntnis kommende Juden und Heiden stehen. In der Futterkrippe sah schon Augustinus einen Verweis auf den Tisch Gottes, an den der Mensch geladen ist, das eucharistische Brot und damit Jesus als ewiges Leben schenkende wahre Nahrung zu empfangen.
4. Kapitel – Die Weisen aus dem Morgenland und die Flucht nach Ägypten
Epilog – Der zwölfjährige Jesus im Tempel
Literaturhinweise des Autors

## Rezensionen
- Buchvorstellung (PDF-Datei; 26 kB) von Erzbischof Robert Zollitsch, an der Deutschen Bischofskonferenz, Würzburg, 20. November 2012.
- Benedikt XVI.: Jesus von Nazareth, Band III. Eine Übersicht. Münchner Kirchenradio – Sankt Michaelsbund: «Ein sehr spiritueller Dialog des 85-Jährigen mit den biblischen Texten ist daraus geworden […] Immer wieder findet der Autor nach eingehenderen Analysen des biblischen Textes zu einfachen, eingängigen Sentenzen: „Dies ist wahrhaft Grund zur Freude: Es gibt die Wahrheit, es gibt das Gute, es gibt die Schönheit. Sie ist da – in Gott –, unzerstörbar.“ Hier haben wir den typischen Ratzinger-Benedikt-Ton.»
- Papst veröffentlicht drittes Jesus-Buch, Berliner Zeitung, 20. November 2012: «Ratzingers Deutungen sind feinfühlig und geistvoll.»
- Sympathischer „Skandal für den modernen Geist“, Buchbesprechung bei religionsreport.de: «Die „Kindheitsgeschichten“ eignen sich keineswegs nur für theologisch interessierte Leser, sondern sprechen – schon weil Ratzinger sich einer für seine Verhältnisse vergleichsweise einfachen Sprache bedient – auch jene an, die um theologische Sachbücher bislang eher einen Bogen gemacht haben.»
- Jesus ist Weltgeschichte – Im Dialog mit der Bibel, Focus Online, 27. November 2012: «„Endlich“, so eröffnet der brillante Theologe und wortgewandte Autor Joseph Ratzinger seinen jüngsten Dialog mit der Bibel über die Kindheit Jesu. […] Endlich, das soll heißen: Mit dem „lange versprochenen kleinen Buch über die Kindheitsgeschichten Jesu“ setzt der Papst den Schlussstein eines Projekts in seinem Pontifikat, das ihm ganz besonders am Herzen lag. Emsig hat er vor allem in der Sommerresidenz Castel Gandolfo daran gearbeitet. Herausgekommen ist ein faszinierendes Werk über die „im Glauben gedeutete Geschichte“.»
- Papst kämpft um den Zauber der Weihnachtsgeschichte, Nibelungen-Kurier, 20. November 2012; «Egal ob die vom Kaiser angeordnete „Volkszählung“, die Hirten von Bethlehem, die Weisen aus dem Morgenland oder der helle Stern: Benedikt arbeitet die wesentlichen Elemente der Weihnachtsgeschichte ab, führt Argumente für ihre historische Glaubwürdigkeit an, analysiert sie aber auch theologisch. […] Der Papst belässt es aber nicht bei der historischen Rückschau, sondern schlägt von den Evangelien ausgehend immer wieder auch die Brücke in die Gegenwart. Denn zur rechten Auslegung der Bibel gehöre auch, sich zu fragen: "Geht es mich an? Und wenn, wie?"»
- Weihnachtsgeschichte wie aus der Koranschule, Heinz-Werner Kubitza, hpd.de, 18. Dezember 2012; «Was Ratzinger […] liefert, hat mit einem Ernstnehmen der wissenschaftlichen Forschung aber nicht mehr das Geringste zu tun. Ratzinger argumentiert mit Ergebnissen der Forschung nur dort, wo sie ihm ins dogmatische Konzept passen. Wo dies nicht der Fall ist, ignoriert er sie und bringt fromme Blumigkeit. […] Solche Bücher wie die Jesusbücher des Papstes ziehen die an sich seriöse neutestamentliche Forschung auf das Niveau von Bibel- oder Koranschulen herunter.»
- Papst Benedikt verteidigt Bibelgeschichte zur Entwicklung von Jesus, an der Webseite www.treffpunkt-regional.com, 20. Dezember 2012: «Für sein Buch arbeitet Papst Benedikt die wesentlichen Elemente der Weihnachtsgeschichte ab – führt Pro und Contra der historischen Glaubwürdigkeit auf, betrachtet die theologischen Aspekte der Geschichten. Seiner Aufgabe als Priester entsprechend schlägt Papst Benedikt von diesen Geschichten – ähnlich einer Predigt – aber auch die Brücke ins Hier und Jetzt, um die Bedeutung Jesu Geburt auch für uns verständlich und nachvollziehbar zu machen.»
- Erster Papst, der programmatisch historisch-kritische Exegese betreibt, Professor Reiser stellte dritten Band des Jesus-Buches von Papst Benedikt XVI. vor, an der Webseite des Bistums Mainz, 18. Dezember 2012: «Der Papst kann sich und seine Arbeit vor der historisch-kritischen Methode verantworten. Dieses Geschäft hat kein Papst so gut betrieben und verteidigt wie Benedikt XVI. Das sollten ihm die Wissenschaftler, besonders die deutschen, danken.»

## Bibliographische Angaben
Titelangaben
- Joseph Ratzinger – Benedikt XVI.: Jesus von Nazareth. Prolog – Die Kindheitsgeschichten, Verlag Herder, Freiburg im Breisgau, Basel, Wien 2012, ISBN 978-3-451-34999-7.

Andere Bände der Trilogie
- Jesus von Nazareth – Band 1: Von der Taufe im Jordan bis zur Verklärung, Herder, 2007, ISBN 3-451-29861-9.
- Jesus von Nazareth – Band 2: Vom Einzug in Jerusalem bis zur Auferstehung, Herder, 2011, ISBN 978-3-451-32999-9.